# Juventude de Terreiro Capixaba

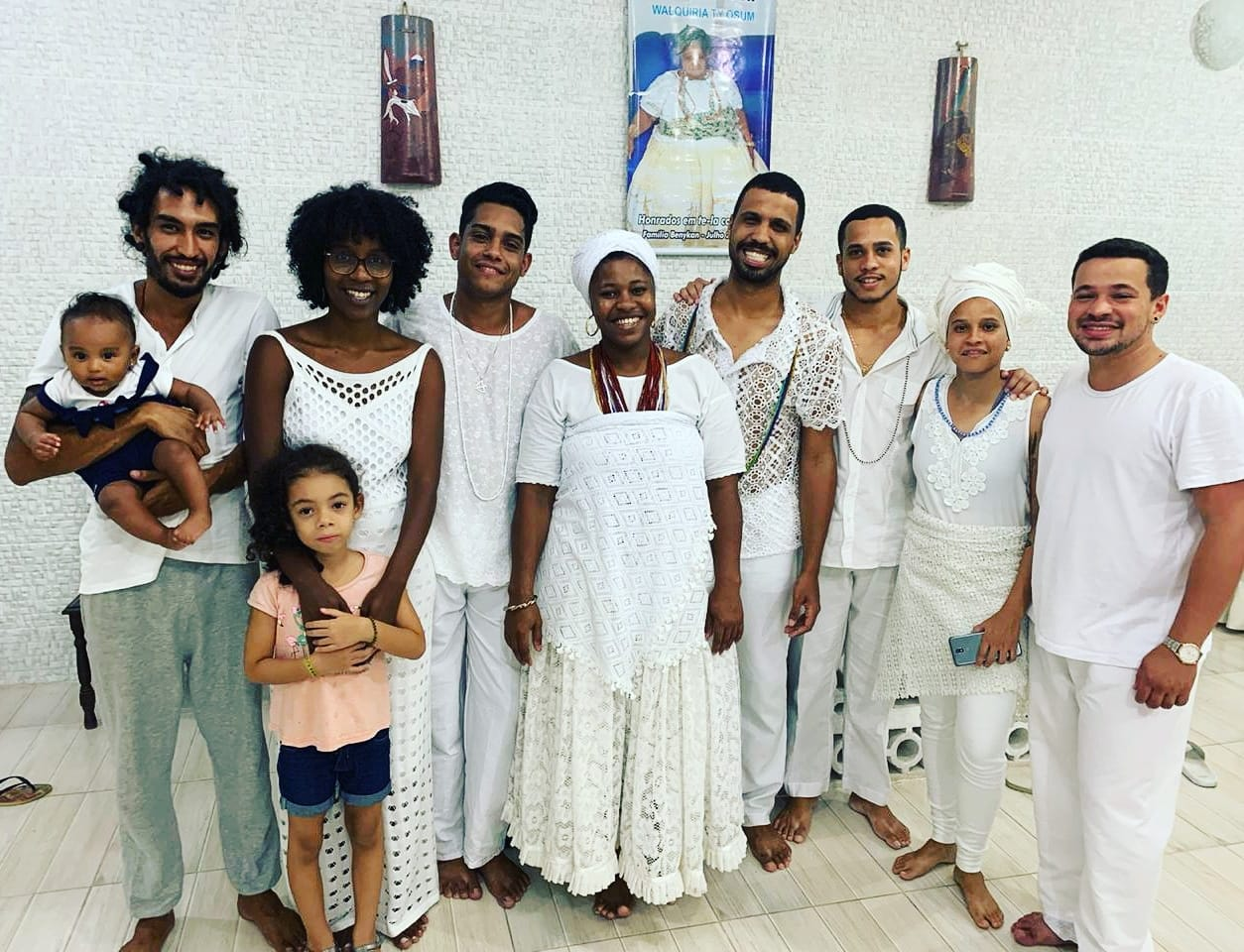
Formação da Juventude de Terreiro Capixaba

A Juventude de Terreiro Capixaba é um movimento político e social de jovens das religiões afro-brasileiras no estado do Espírito Santo. Fundada em 19 de dezembro de 2019, o movimento tem como objetivo preservar, promover e valorizar as tradições e práticas religiosas de matriz africana, além de combater a intolerância religiosa e discriminação.

## História
O movimento foi organziado em 20 de dezembro de 2019 por um grupo de jovens com o objetivo de representar os povos de terreiros nas discussões sobre políticas públicas, que até aquele momento não tinham uma representação adequada. O movimento é inspirado por outras iniciativas regionais, como a Juventude de Terreiro de Campinas/SP e Belo Horizonte/MG. Seu foco é resistir ao autoritarismo, promover novos sujeitos políticos, lutar contra desigualdades sociais, econômicas, políticas e civis, combater o racismo religioso, e propor e implementar políticas públicas que atendam aos povos de matriz africana. Além disso, busca universalizar e construir novos direitos e consolidar espaços democráticos de poder.

## Lutas

### Racismo Religioso
A Juventude de Terreiro Capixaba tem se envolvido em discussões e manifestações contra o racismo religioso e a intolerância religiosa, especialmente em relação a declarações públicas de figuras políticas que são consideradas discriminatórias. Um exemplo significativo foi a mobilização contra o político Gilvan da Federal, que foi alvo de protestos devido a declarações consideradas preconceituosas contra as religiões de matriz africana. Essas ações têm contribuído para aumentar a visibilidade do movimento e para engajar apoio na luta por igualdade e respeito religioso. 

## Coordenação Estadual
O movimento é organizado por uma coordenação colegiada, composta por diversos membros responsáveis por áreas específicas, como Articulação, Mobilização e Comunicação, entre outras.
| Ordem | Coordenador          | Ano  | Ano        |
| ----- | -------------------- | ---- | ---------- |
| 1     | Natan de Jagun       | 2020 | 2021       |
| 2     | Ana Karolina Fonseca | 2021 | 2023       |
| 3     | Thiago Rodrigues     | 2023 | Atualmente |

## Casas religiosas com representação
- Ilê Asé Odé Nilá (Axé Ofá de Ouro) - Babalorixá Jorge de Oxossi - Interlagos, Vila Velha/ES.
- Ilê Asé Baba Elegibó - Babalorixá Júlio Freitas - Vespasiano/MG.
- Ilê Asé Oloroke Omo Oju Oyá - Iyalorixá Vera Calazans - Cariacica/ES.
- Casa Senhor do Bonfim - Tatetu Oguiandê - Contagem/MG
- Ilê Axé Alaketu Ayrá Igbonan e Oxum - Babalorixá Gelson - Muqui/ES